# دسمتوکسی‌یانگونین
دسمتوکسی‌یانگونین (به انگلیسی: Desmethoxyyangonin) یک ترکیب شیمیایی با شناسه پاب‌کم ۵۲۷۳۶۲۱ است. 